# Iolaus alienus
Iolaus alienus är en fjärilsart som beskrevs av Henry Trimen 1898. Iolaus alienus ingår i släktet Iolaus och familjen juvelvingar. Inga underarter finns listade i Catalogue of Life.